# Maximilian Beier
Maximilian Beier (17 de outubro de 2002) é um futebolista profissional alemão que atua como atacante do Borussia Dortmund e da seleção alemã.

## Carreira por clubes
Beier fez sua estreia profissional no TSG Hoffenheim pela Bundesliga na derrota por 1 a 0 fora de casa contra o Freiburg em 8 de fevereiro de 2020. Em 10 de dezembro, ele marcou seus primeiros gols ao marcar dois e dar uma assistência na vitória por 4 a 1 sobre o Gent, pela Liga Europa.
Em 19 de agosto de 2021, foi emprestado ao Hannover 96 por uma temporada. Em 8 de junho de 2022, o empréstimo foi estendido para a temporada 2022-23
Beier retornou ao Hoffenheim para a temporada 2023-24 e foi o artilheiro do clube, com 16 gols.

### Borussia Dortmund
Em 12 de agosto de 2024, Beier se juntou ao Borussia Dortmund, assinando um contrato de cinco anos. Ele fez sua estreia em 17 de agosto de 2024, na vitória por 4 a 1 do Borussia Dortmund sobre o Phönix Lübeck pela Copa da Alemanha.

## Carreira internacional
Beier atuou pelas seleções de base da Alemanha. Em março de 2024, foi convocado para a seleção alemã para os amistosos contra França e Holanda. Ele foi um dos convocados para a disputar a Eurocopa 2024. Em 3 de junho, Beier fez sua estreia sênior em uma partida amistosa contra a Ucrânia antes do torneio.

## Estatísticas da carreira

### Clube
- Atualizado até 18 maio de 2024

| Clube              | Temporada         | Liga                 | Liga  | Liga | DFB-Pokal | DFB-Pokal | Europa | Europa | Outros | Outros | Total | Total |
| Clube              | Temporada         | Divisão              | Jogos | Gols | Jogos     | Goals     | Jogos  | Gols   | Jogos  | Gols   | Jogos | Gols  |
| ------------------ | ----------------- | -------------------- | ----- | ---- | --------- | --------- | ------ | ------ | ------ | ------ | ----- | ----- |
| TSG Hoffenheim     | 2019–20           | Bundesliga           | 6     | 0    | 0         | 0         | 0      | 0      | —      | —      | 6     | 0     |
| TSG Hoffenheim     | 2020–21           | Bundesliga           | 3     | 0    | 0         | 0         | 2      | 2      | —      | —      | 5     | 2     |
| TSG Hoffenheim     | 2023–24           | Bundesliga           | 33    | 16   | 2         | 0         | —      | —      | —      | —      | 35    | 16    |
| TSG Hoffenheim     | Total             | Total                | 42    | 16   | 2         | 0         | 2      | 2      | —      | —      | 46    | 18    |
| TSG Hoffenheim II  | 2020–21           | Regionalliga Südwest | 24    | 9    | —         | —         | —      | —      | —      | —      | 24    | 9     |
| TSG Hoffenheim II  | 2021–22           | Regionalliga Südwest | 1     | 1    | —         | —         | —      | —      | —      | —      | 1     | 1     |
| TSG Hoffenheim II  | Total             | Total                | 25    | 10   | —         | —         | —      | —      | —      | —      | 25    | 10    |
| Hannover 96 (loan) | 2021–22           | 2. Bundesliga        | 30    | 3    | 3         | 4         | —      | —      | —      | —      | 33    | 7     |
| Hannover 96 (loan) | 2022–23           | 2. Bundesliga        | 33    | 7    | 2         | 1         | —      | —      | —      | —      | 35    | 8     |
| Hannover 96 (loan) | Total             | Total                | 63    | 10   | 5         | 5         | —      | —      | —      | —      | 68    | 15    |
| Borussia Dortmund  | 2024–25           | Bundesliga           | 0     | 0    | 0         | 0         | 0      | 0      | 0      | 0      | 0     | 0     |
| Total na Carreira  | Total na Carreira | Total na Carreira    | 127   | 33   | 7         | 5         | 2      | 2      | 0      | 0      | 136   | 40    |

### Internacional
- Atualizado até 23 junho de 2024[12]

| Seleção nacional | Ano   | Jogos | Gols |
| ---------------- | ----- | ----- | ---- |
| Alemanha         | 2024  | 2     | 0    |
| Total            | Total | 2     | 0    |